# پیتر ای. استراک
 پیتر اِی. استراک (انگلیسی: Peter A. Sturrock؛ زاده ۱۹۲۴) یک فیزیک‌دان، و ستاره‌شناس اهل بریتانیا است.